# Horodok (Khmelnytskyj oblast)
 Ikke at forveksle med byen Horodok i Lviv oblast.
Horodok (ukrainsk: Городок) er en by i Khmelnytskyj rajon, Khmelnytskyj oblast (provins) i Ukraine. Den er vært for administrationen af Horodok urban hromada, en af hromadaerne i Ukraine. Byen har en befolkning på omkring 15.835  (2021). (17.746 ved folketællingen i 2001)
Indtil den 18. juli 2020 var Horodok det administrative centrum for Horodok rajon. Raionen blev afskaffet i juli 2020 som led i den administrative reform af Ukraine, der reducerede antallet af rajoner i Khmelnytskyj oblast til tre. Området i Horodok rajon blev slået sammen med Khmelnytskyj rajon.

## Galleri
- Gammel eg i centrum af Horodok
- Floden  Smotrytj i Horodok
- Horodok om vinteren
- Vinterbillede af kirke i Horodok.